# Милан Франич
Милан Франич (на хърватски: Milan Franić) е хърватски шахматист, международен майстор.

## Биография
Роден е на 27 юни 1964 г. През 1982 г. участва на балканиадата за момчета, където спечелва два медала – сребърен отборен и златен на четвърта дъска. Международен майстор от 1990 г.

## Турнирни резултати
- 1997 – Задар (първо място на „Задар Оупън“ със статут на Открито първенство на Хърватия)[4]